# 1815
1815 (số La Mã: MDCCCXV) là một năm thường bắt đầu vào Chủ Nhật trong lịch Gregory.

## Sự kiện
- 18 tháng 6 – Trận Waterloo

## Sinh
- 22 tháng 4 – Otto Knappe von Knappstädt (m. 1906)
- 31 tháng 12 – George Gordon Meade (m. 1872)
- Không rõ – Nguyễn Phúc Uyển Diễm, phong hiệu Lộc Thành Công chúa, công chúa con vua Minh Mạng nhà Nguyễn (m. 1836).

## Mất
- 24 tháng 2 – Robert Fulton (s. 1765)
- 22 tháng 3 – Võ Thị Viên, phong hiệu Nhất giai Lương phi, phi tần của vua Thiệu Trị nhà Nguyễn (m. 1880).